# John Woodward

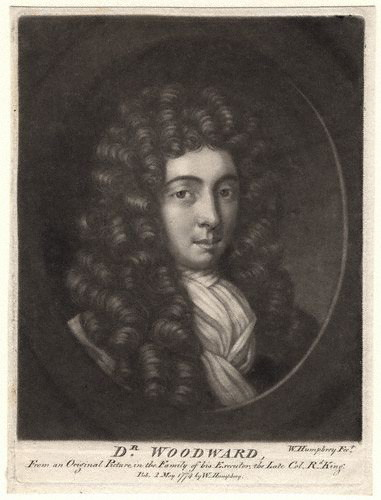
John Woodward

John Woodward (Derbyshire, 1 mei 1665 - 25 april 1728) was een Engels natuurvorser, botanicus en geoloog.

## Levensloop
Op 16-jarige leeftijd begon Woodward in Londen medicijnen te studeren bij Peter Barwick, de lijfarts van de Engelse koning Charles II. In 1692 werd Woordward hoogleraar aan het Gresham College. Het jaar daarop werd hij tot fellow of the Royal Society gekozen. In 1695 werd hij Doctor of Medicine en in 1702 werd hij tot fellow van het Royal College of Physicians gekozen. Na zijn dood in 1728 werd hij in Westminster Abbey begraven.

## Wetenschappelijk werk
Hoewel hij opgeleid was als medicus, is Woodward vooral bekend geworden om zijn studie van planten, fossielen, gesteenten en mineralen. Zijn interesse in mineralen werd gewekt toen hij in 1688 enkele vond in een bouwput in Londen. Tijdens bezoeken aan Gloucestershire werd zijn aandacht getrokken door fossielen en hij begon deze ook te verzamelen. Hij schreef een catalogus waarin hij zijn mineralen, fossielen en gesteenten classificeerde op een nauwkeurige manier waarmee hij zijn tijd vooruit was.
Woodward gebruikte zijn waarnemingen van gesteenten en mineralen om theorieën te ontwikkelen over het ontstaan en de geschiedenis van de Aarde. Hij concludeerde dat de Aarde bestaat uit strata van gesteenten, die als schillen om de planeet heen liggen en (vanwege de grote hoeveelheden fossiele schelpen die hij vond) door de zee gevormd moesten zijn. Om deze oorsprong in de zee te verklaren bedacht hij dat het binnenste van de Aarde uit water moest bestaan, dat op bepaalde momenten door de lagen gesteenten heen breekt waarna nieuwe gesteenten vormen. Woodward kan daarom zowel als een neptunist als een catastrofist beschouwd worden.
Woodward publiceerde in 1695 zijn ideeën over de vorming van de Aarde in An Essay toward a Natural History of the Earth and Terrestrial Bodies, especially minerals. Zijn ideeën over de vorming van gesteenten waren onderwerp van een satire van John Arbuthnot, waarin Arbuthnot Woodwards Aristoteliaanse methode ridiculiseerde.
In 1699 publiceerde Woodward een experiment met de plant aarmunt. Hij had ontdekt dat planten die in gedestilleerd water gezet werden minder goed groeiden dan als ze in ongedestilleerd water werden gezet.

## Nalatenschap
In zijn testament stipuleerde Woodward dat uit zijn nalatenschap jaarlijks £150 opzij gezet moest worden om een leerstoel aan de University of Cambridge te creëren. De betreffende hoogleraar wordt de Woodwardian Professor of Geology genoemd, die colleges moet geven in onderwerpen die in Woodwards "An Essay toward a Natural History of the Earth and Terrestrial Bodies..." aan bod kwamen.
- Bibsys: 1083468
- Biblioteca Nacional de España: XX1765867
- Bibliothèque nationale de France: cb123955530 (data)
- Catàleg d'autoritats de noms i títols de Catalunya: 981058529071906706
- Gemeinsame Normdatei: 119487683
- International Standard Name Identifier: 0000 0001 0899 8520
- Library of Congress Control Number: n85195843
- Nationale Bibliotheek van Tsjechië: ola2014844188
- Nationale bibliotheek van Australië: 35716347
- Nationale Bibliotheek van Israël: 987007455106705171
- Nederlandse Thesaurus van Auteursnamen: 069280177
- Istituto Centrale per il Catalogo Unico: CFIV150616
- SNAC: w6gq9rpw
- Système universitaire de documentation: 197898130
- Trove: 1055260
- Virtual International Authority File: 50037252
- WorldCat: E39PBJrrvphVBP3g7YHWxgVt8C